# هانز راو
هانز راو (بالألمانية: Hans Rau ) (و. 1881 – 1961 م) هو فيزيائي، وأستاذ جامعي من ألمانيا .
توفي عن عمر يناهز 80 عاماً.

## مناصب وهيئات
أدار جامعة لودفيغ ماكسيميليان في ميونخ، وجامعة دارمشتات للتكنولوجيا.